# Wilhelm Maximilian Rabe von Pappenheim

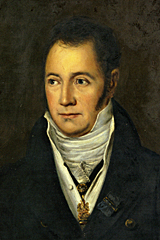
Porträt von Wilhelm Maximilian

Wilhelm Maximilian Rabe von Pappenheim (* 8. Oktober 1764 in Stammen; †  3. Januar 1815 ebenda), aus dem nordhessischen Adelsgeschlecht der Rabe von Pappenheim, war ein Hofbeamter im Dienst von Sachsen-Weimar-Eisenach und des Königreichs Westphalen. Er wurde vor allem dadurch bekannt, dass seine Frau die Geliebte des Königs Jérôme Bonaparte von Westphalen wurde.

## Herkunft
Wilhelm war der jüngere Sohn des Freiherrn Christoph Friedrich Rabe von Pappenheim (1713–1770), Generalmajor in Hessen-Kasseler Diensten, und dessen Frau Florentine Sophie Anna du Bos du Thil (1726–1796). Sein älterer Bruder August Wilhelm Rabe von Pappenheim (1759–1826) war Hessen-Darmstädter Gesandter in Paris.

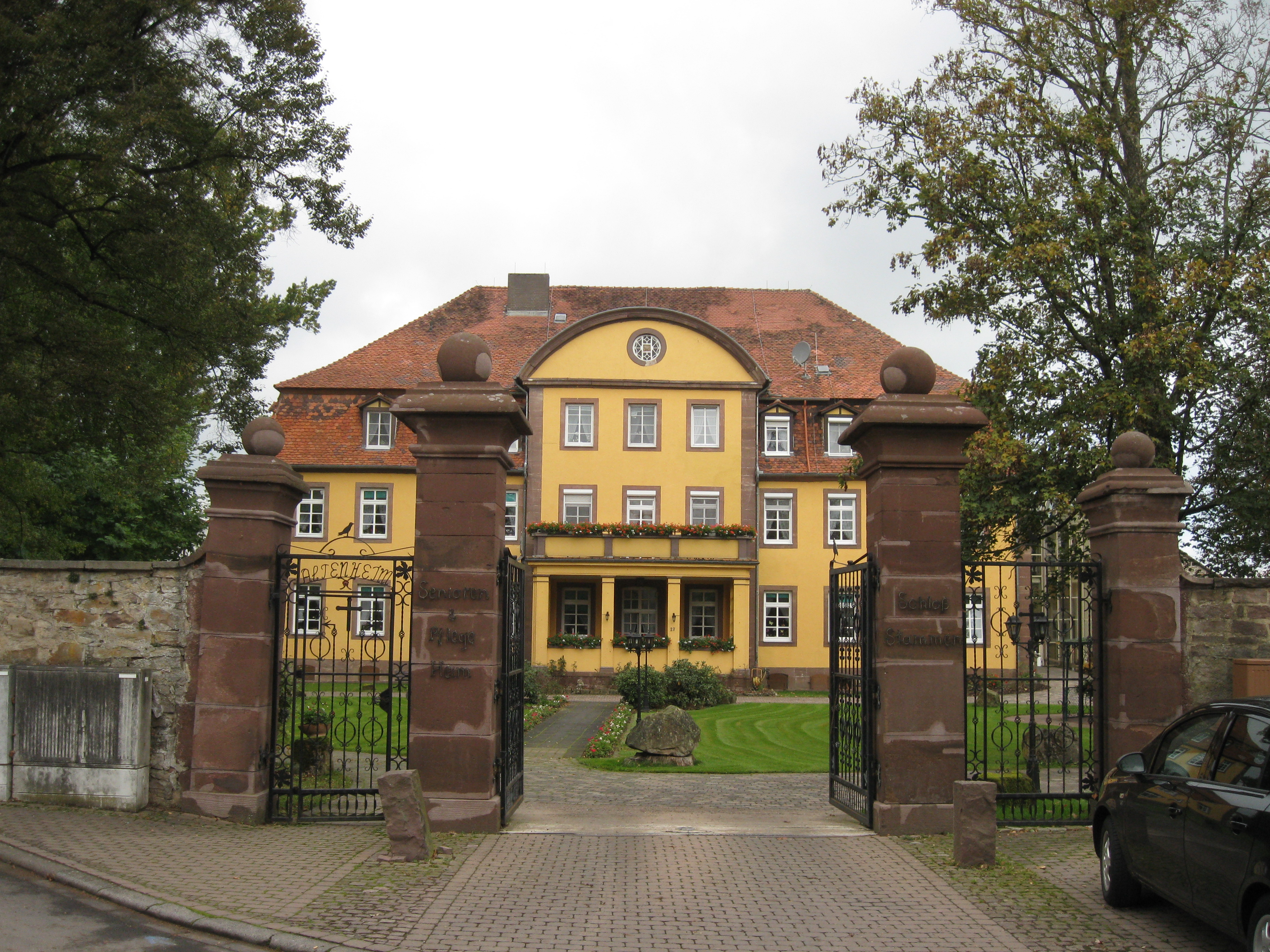
Herrenhaus des ehem. Hofgutes Stammen

## Leben
Wilhelm wurde Offizier im Heer des Landgrafen von Hessen-Kassel. Er stieg bis zum Major auf, musste dann aber wegen eines Nervenleidens seinen Abschied nehmen. 1802 ging er nach Weimar, wo er Kammerherr und dann Oberhofmeister des Erbprinzen Carl Friedrich von Sachsen-Weimar-Eisenach wurde. Dort lernte er die ab 1804 als Hofdame der Zarentochter und Erbprinzessin Maria Pawlowna dienende, damals 16-jährige Diana Waldner von Freundstein (1788–1844) kennen. Er verliebte sich in die mehr als 20 Jahre jüngere, hübsche und lebenslustige Diana, und die beiden heirateten im Jahr 1806. Die Ehe war allerdings problematisch, nicht nur wegen des erheblichen Altersunterschiedes, sondern auch wegen Wilhelms Nervenleiden. 1807 wurde ihr Sohn Gottfried geboren. Alfred Otto (1808–1851), ihr zweiter Sohn, war kurhessischer Offizier.

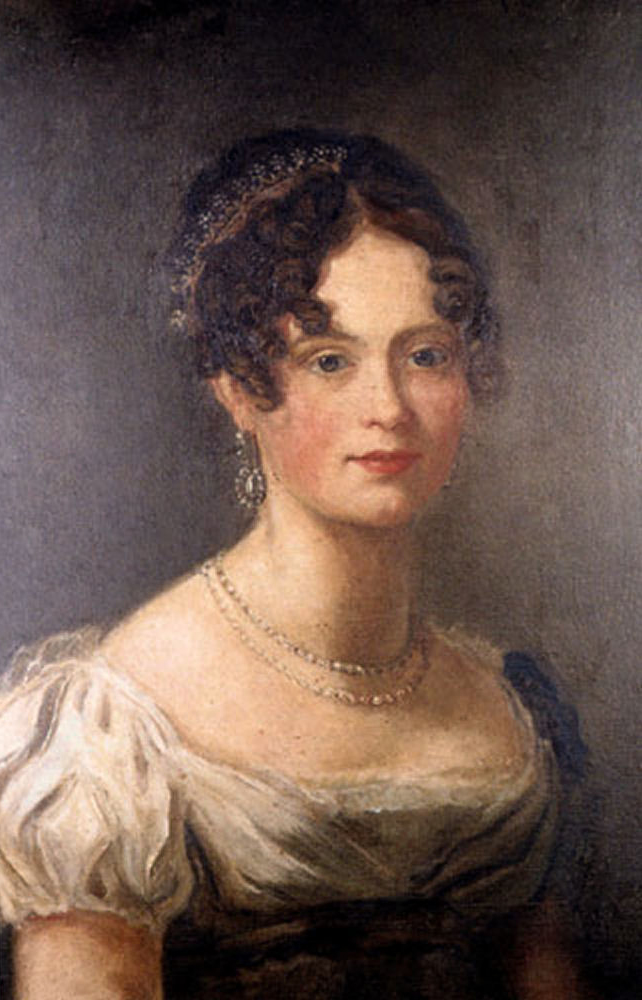
Diana Rabe von Pappenheim

1808 musste das Paar in das inzwischen von Napoleon für seinen jüngsten Bruder Jérôme geschaffene Königreich Westphalen zurückkehren, da alle im Ausland lebenden „Westphalen“ bei Strafe der Einziehung ihrer Güter ins Land zurückzukehren hatten. Landadelige hatten bei Hof zu erscheinen, und kurz nach der Geburt ihres zweiten Sohnes Alfred Otto im September 1808 begab sich das Ehepaar an den königlichen Hof in Kassel. Wilhelm wurde Kammerherr Jérômes, Diana Kammerfrau der Königin Katharina. Während Wilhelm jedoch das Leben auf seinem ererbten Schloss und Gut in Stammen vorzog und wegen seines Nervenleidens Linderung in verschiedenen Heilbädern suchte, und die beiden Söhne Gottfried und Alfred zu einem Pfarrer im Harz in Pension gegeben wurden, genoss Diana das Leben am Hofe des „Königs Lustig“. Dabei entwickelte sich offenbar eine besonders enge Beziehung zu Jérômes Favoriten, seinem Staatsminister Pierre Alexandre le Camus. Le Camus trennte sich zwar wegen seiner Heirat mit der Gräfin Adelaide von Hardenberg im Juni 1809 von Diana von Pappenheim, aber sie hatte inzwischen das Interesse Jérômes geweckt. Als sie im März 1810 mit dem Königspaar zur Hochzeit Napoleons mit Marie-Louise von Österreich nach Paris reiste, war ihr Mann nicht Mitglied der Reisegesellschaft. Am 7. September 1811 brachte Diana eine Tochter zur Welt; Jérôme hielt sie bei der Taufe, und sie erhielt die Namen Jeromée Catharina. Bekannt wurde sie als Jenny von Gustedt (1811–1890), Großmutter der Frauenrechtlerin und Schriftstellerin Lily Braun (1865–1916). Da die Ehe Dianas mit Wilhelm Rabe von Pappenheim noch bestand, erkannte dieser das Kind als seine eheliche Tochter an.
Knapp drei Monate später, am 30. November 1811, wurde Wilhelm Rabe von Pappenheim in den westphälischen Grafenstand erhoben. Dies half ihm, inzwischen Erster Kammerherr und Oberzeremonienmeister, aber offensichtlich nicht, mit der öffentlichen und skandalträchtigen Zerrüttung seiner Ehe zurechtzukommen. Er zog sich schon ab 1811 mehr vom Hof zurück, fiel zunehmend in Depressionen und brach schließlich zusammen. Nach einer erfolglosen Behandlung im Pariser Nervenkrankenhaus Hôpital de la Salpêtrière kehrte er auf sein Gut in Stammen zurück, wo er meist vor sich hin dämmerte.
Wo sich Diana in dieser Zeit aufhielt, ist nicht bekannt, aber sie genoss weiterhin Jérômes Aufmerksamkeiten. In den letzten Tagen des Königreichs Westphalen – Kassel war am 30. September/1. Oktober von Kosaken des russischen Generals Tschernyschow eingenommen worden – gebar sie am 4. Oktober 1813 im Schloss Schönfeld in Kassel eine weitere Tochter, die nach ihrer Geburtsstätte den Namen Marie Pauline von Schönfeld erhielt. Das Mädchen wurde bald darauf heimlich nach Paris in das Kloster Notre Dame des Oiseaux gebracht und wuchs dort und bei Verwandten Dianas im Elsass auf. 1832 trat Marie Pauline als Nonne mit dem Namen Marie de la Croix in dieses Kloster ein, wurde Oberin des Konvents und starb dort 1873.

## Tod
Wilhelm Maximilian Rabe von Pappenheim starb in seinem Schloss Stammen am 3. Januar 1815. Seine Standeserhöhung wurde von der Regierung des restituierten Kurfürstentums Hessen nicht anerkannt.
Seine Witwe Diana ging nach Weimar und heiratete dort den seit 1811 verwitweten Geheimrat, Diplomaten und späteren Staatsminister Ernst Christian August von Gersdorff (1781–1852). Sie hatte mit diesem eine Tochter und starb 1844 an einem Gallenleiden.